# 丽江椴
丽江椴（学名：Tilia likiangensis）是锦葵科椴树属的植物，为中国的特有植物。分布于中国大陆的云南等地，生长于海拔2,300米的地区，见于森林中，目前已由人工引种栽培。